# Siergiej Diegajew
Siergiej Diegajew ros. Серге́й Петрович Дегаев (ur. 1857 w Moskwie,  zm. 1921 w Bryn Mawr w Pensylwanii) – rosyjski rewolucjonista, agent Ochrany. 

## Życiorys
Urodził się w rodzinie sympatyzującej z ruchem rewolucyjnym. W wieku dwudziestu trzech lat stał się członkiem Narodnej Woli. Organizował podziemne kółka w Petersburgu, Odessie i innych miastach. Został aresztowany w wynajmowanym przez niego mieszkaniu, gdzie organizował drukarnię. Podjął współpracę z podpułkownikiem Grigorijem Sudiejkinem (od 1882 inspektorem tajnej policji w całej Rosji). Ten zawarł z uwięzionym rewolucjonistą układ: Diegajew miał wydać znanych mu członków Narodnej Woli, Sudiejkin zaś miał uczynić z niego przywódcę nowej organizacji podziemnej, ściśle współpracującej z tajną policją. Organizacja kontrolowana przez Sudejkina miała dokonać serii kontrolowanych zamachów na wysokich przedstawicieli aparatu państwowego, co zmusiłoby Aleksandra III Romanowa do przeprowadzenia kolejnych reform. Diegajew po uwolnieniu wydał około 200 osób w tym Wierę Figner, która była jedyną osobą z Komitetu Wykonawczego Narodnej Woli, jaka nie została schwytana po zabiciu cara Aleksandra II. W maju 1883 w porozumieniu z Sudejkinem udał się za granicę. Celem jego misji była inwigilacja emigracyjnych rewolucjonistów. Diegajew skontaktował się z nestorem ruchu rewolucyjnego Lwem Tichomirowem. Przyznał się do zdrady. Wspólnie ustalili, że sprawa pozostanie w tajemnicy, pod warunkiem zabicia Sudiejkina. 16 grudnia 1883 Diegajew w swoim mieszkaniu przy pomocy dwóch rewolucjonistów dokonał zabójstwa Sudiejkina. Ochrana zdecydowała się wydrukować afisze z podobizną Diegajewa, wyznaczając nagrodę za pomoc w jego ujęciu. Ten, będąc osaczony i zdemaskowany jako prowokator w ruchu rewolucyjnym, uciekł z Rosji.  
Wyjechał do Ameryki, gdzie zmienił imię i nazwisko. Jako Alexander Pell został profesorem matematyki na Uniwersytecie Stanowym Dakoty Południowej. Był pierwszym dziekanem wydziału inżynierii na tej uczelni. Zmarł w 1921, pozostając niezdemaskowanym. 